# قائمة وزراء الخارجية (ليبيا)
قائمة وزراء خارجية ليبيا تضم جميع الوزراء الذين كانت مهمتم إدارة العلاقات الدولية لليبيا. ويجب الانتباه إلى أن لقب وزير الخارجية قد يتغير حسب طبيعة النظام السياسي، فمثلاً أثناء فترة الجماهيرية الليبية، كان لقب الوزير هو: "أمين اللجنة الشعبية العامة للاتصال الخارجي والتعاون الدولي"، وهذه القائمة هي القائمة المعروضة في موقع وزارة الخارجية الليبية، إلاّ أنها لا تشمل كل الوزراء...مثلاً لا توضح القائمة أن هناك وزيرين بين أحمد البشتي، وصالح بويصير وهما شمس الدين عرابي، وعلي حسنين.

## الحكومة الليبية المؤقتة (1951)
|  | الاسم      | الولادة والوفاة | فترة الخدمة              | رئيس الوزراء                        |
|  | ---------- | --------------- | ------------------------ | ----------------------------------- |
|  | علي الجربي | 1969-1903       | 29 مارس - 24 ديسمبر 1951 | محمود المنتصر (قبل إعلان الاستقلال) |

## المملكة الليبية المتحدة(1951-1969)
|  | الاسم                        | الولادة والوفاة | فترة الخدمة                    | رئيس الوزراء                                                                 |
|  | ---------------------------- | --------------- | ------------------------------ | ---------------------------------------------------------------------------- |
|  | محمود المنتصر                | 1903 - 1970     | 24 ديسمبر 1951- 19 فبراير 1954 | محمود المنتصر                                                                |
|  | محمد الساقزلي                | 1892 - 1976     | 19 فبراير - 11 أبريل 1954      | محمد الساقزلي                                                                |
|  | عبد السلام البوصيري          |                 | 11 أبريل – 3 ديسمبر 1954       | مصطفى بن حليم                                                                |
|  | مصطفى بن حليم                | 1921 -          | 3 ديسمبر 1954- 30 أكتوبر 1956  | مصطفى بن حليم                                                                |
|  | علي الساحلي                  | 1924 - 2004     | 30 أكتوبر 1956– 14 مارس 1957   | مصطفى بن حليم                                                                |
|  | عبد المجيد كعبار (أول مرة)   | 1909 -1986      | 14 مارس – 26 مايو 1957         | مصطفى بن حليم                                                                |
|  | وهبي البوري (أول مرة)        | 1916 - 2010     | 26 مايو 1957 –11 أكتوبر 1958   | عبد المجيد كعبار                                                             |
|  | عبد المجيد كعبار (مرة ثانية) | 1909 -1986      | 11 أكتوبر 1958– 16 أكتوبر 1960 | عبد المجيد كعبار                                                             |
|  | عبد القادر العلام            |                 | 16 أكتوبر 1960- 3 مايو 1961    | محمد عثمان الصيد                                                             |
|  | سليمان الجربي                |                 | 3 مايو 1961 – 27 يناير 1962    | محمد عثمان الصيد                                                             |
|  | ونيس القذافي (أول مرة)       | 1924 - 1986     | 27 يناير 1962 – 6 مارس 1963    | محمد عثمان الصيد                                                             |
|  | عمر محمود المنتصر            | ت. 1999         | 6 مارس – 19 مارس 1963          | محمد عثمان الصيد                                                             |
|  | محي الدين فكيني              | 1926 - 1994     | 19 مارس 1963- 22 يناير 1964    | محي الدين فكيني                                                              |
|  | حسين مازق                    | 1918 - 2006     | 22 يناير 1964- 20 مارس 1965    | محمود المنتصر                                                                |
|  | وهبي البوري (مرة ثانية)      | 1916 - 2010     | 20 مارس - 2 أكتوبر 1965        | حسين مازق                                                                    |
|  | أحمد البشتي                  |                 | 2 أكتوبر 1965 –4 يناير 1968    | حسين مازق (1965-1967) عبد القادر البدري (1967) عبد الحميد البكوش (1967-1968) |
|  | ونيس القذافي (مرة ثانية)     | 1924 - 1986     | 4 يناير-4 سبتمبر 1968          | عبد الحميد البكوش                                                            |
|  | شمس الدين عرابي              | ت. 2009         | 4 سبتمبر 1968- يونيو 1969      | ونيس القذافي                                                                 |
|  | علي حسنين                    | 1925 - 2018     | يونيو –31 أغسطس 1969           | ونيس القذافي                                                                 |

## الجمهورية العربية الليبية(1969-1977)
|  | الاسم                 | الولادة والوفاة | فترة الخدمة                 | رئيس الوزراء                                                  |
|  | --------------------- | --------------- | --------------------------- | ------------------------------------------------------------- |
|  | صالح بويصير           | ت.1973          | 8 سبتمبر 1969 - أكتوبر 1970 | محمود سليمان المغربي (1969 - 1970) معمر القذافي (1970 - 1972) |
|  | محمد نجم              |                 | 1970                        |                                                               |
|  | منصور رشيد الكيخيا    | 1994-1931؟      | 1972- 1973                  |                                                               |
|  | عبد المنعم الهوني     |                 | 1975-1974                   |                                                               |
|  | علي التريكي (أول مرة) | 1938-           | 1977-1976                   |                                                               |

## الجماهيرية العربية الليبية الشعبية الاشتراكية(1977-2011)
|  | الاسم                          | الولادة والوفاة | فترة الخدمة | أمين اللجنة الشعبية العامة |
|  | ------------------------------ | --------------- | ----------- | -------------------------- |
|  | علي التريكي                    | 2015-1938       | 1982-1977   |                            |
|  | عبد العاطي العبيدي (أول مرة)   | 2023-1939       | 1984-1982   |                            |
|  | علي التريكي (مرة ثانية)        | 2015-1938       | 1986-1984   |                            |
|  | كامل حسن المقهور               |                 | 1987-1986   |                            |
|  | جاد الله عزوز الطلحي           | 2024-1939       | 1990-1987   |                            |
|  | إبراهيم البشاري                | 1942؟ -1997     | 1992-1990   |                            |
|  | عمر مصطفى المنتصر              | 2001-1939       | 2000-1992   |                            |
|  | عبد الرحمن شلقم                | 1949-           | 2009-2000   |                            |
|  | موسى كوسا                      | 1950-           | 2011-2009   |                            |
|  | عبد العاطي العبيدي (مرة ثانية) | 2023-1939       | 2011        |                            |

## المجلس الوطني الانتقالي(2011-2012)
|  | الاسم         | الولادة والوفاة | فترة الخدمة                   | رئيس الوزراء     |
|  | ------------- | --------------- | ----------------------------- | ---------------- |
|  | محمود جبريل   | 1952 - 2020     | 23 مارس - 23 أكتوبر 2011      | محمود جبريل      |
|  | عاشور بن خيال | 1939-           | 24 نوفمبر 2011 - 8 أغسطس 2012 | عبد الرحيم الكيب |

## المؤتمر الوطني العام(2012-2014)
|  | الاسم           | الولادة والوفاة | فترة الخدمة                 | رئيس الوزراء                                |
|  | --------------- | --------------- | --------------------------- | ------------------------------------------- |
|  | عاشور بن خيال   | 1939-           | 8 أغسطس - 14 نوفمبر 2012    | عبد الرحيم الكيب                            |
|  | محمد عبد العزيز | 1952؟           | 14 نوفمبر 2012-4 أغسطس 2014 | علي زيدان (2012-2014) عبد الله الثني (2014) |

## مجلس النواب الليبي(2014-الآن)
|  | الاسم             | الولادة والوفاة | فترة الخدمة                     | رئيس الوزراء   |
|  | ----------------- | --------------- | ------------------------------- | -------------- |
|  | محمد عبد العزيز   | 1952؟           | 4 أغسطس-28 سبتمبر 2014          | عبد الله الثني |
|  | محمد الدايري      | 1952-           | 28 سبتمبر 2014 - 27 فبراير 2019 | عبد الله الثني |
|  | عبد الهادي الحويج | 1971-           | 27 فبراير 2019 - 15 مارس 2021   | عبد الله الثني |

## المؤتمر الوطني العام(2014-2016)
|  | الاسم         | الولادة والوفاة | فترة الخدمة                    | رئيس الوزراء |
|  | ------------- | --------------- | ------------------------------ | ------------ |
|  | محمد الغيراني |                 | 2 سبتمبر 2014 - 1 ديسمبر 2015  | عمر الحاسي   |
|  | علي أبو زعكوك |                 | 1 ديسمبر 2015 - 14 فبراير 2016 | خليفة الغويل |

## حكومة الوفاق الوطني(2016-2021)
|  | الاسم         | الولادة والوفاة | فترة الخدمة               | رئيس الوزراء |
|  | ------------- | --------------- | ------------------------- | ------------ |
|  | محمد طه سيالة |                 | 1 أبريل 2016-15 مارس 2021 | فايز السراج  |

## حكومة الوحدة الوطنية(2021-الآن)
|  | الاسم         | الولادة والوفاة | فترة الخدمة  | رئيس الوزراء       |
|  | ------------- | --------------- | ------------ | ------------------ |
|  | نجلاء المنقوش |                 | 15 مارس 2021 | عبد الحميد الدبيبة |